# مايكل جيس
مايكل جيس (بالإنجليزية: Michael Jace)‏ هو ممثل أمريكي، ولد في 13 يوليو 1970 في الولايات المتحدة.

## أعمال

### أفلام
- (1994) فورست غامب
- (1997) ليال مرعبة[4]
- (2001) كوكب القردة[5][6][7]

### مسلسلات
- الدرع
- كولد كيس

## وصلات خارجية
- مايكل جيس على موقع IMDb (الإنجليزية)
- مايكل جيس على موقع روتن توميتوز (الإنجليزية)
- مايكل جيس على موقع ألو سيني (الفرنسية)
- مايكل جيس على موقع أول موفي (الإنجليزية)
- مايكل جيس على موقع قاعدة بيانات الأفلام السويدية (السويدية)
- مايكل جيس على موقع إن إن دي بي (الإنجليزية)
- مايكل جيس على موقع قاعدة بيانات الفيلم (الإنجليزية)
- مايكل جيس على موقع كينوبويسك (الروسية)